# 스테시코로역
스테시코로 (Stesicoro) 역은 이탈리아 시칠리아 섬 카타니아의 카타니아 지하철에 속한 역이다. 스테시코로 광장에서 몇 미터 떨어진 위치에 있으며 2016년 갈라테아-스테시코로 연장구간 개통과 함께 완공되어 12월 20일에 문을 열었다.
스테시코로 역은 카타니아 지하철의 남쪽 시종착역이며, 오는 2019년에 완공될 예정인 스테시코로-팔레스트로 구간의 첫번째 역이기도 하다. 차후에는 이곳을 기점으로 카타니아-폰타나로사 공항까지 연장될 계획이다. 역내 상징색은 에트루리아-바로크 양식을 상징하는 흰색과 회색이며 역 휘장은 금색이다.

## 역사
스테시코로 역은 카타니아 도심에 위치해 있으며, 이곳에서 유네스코 세계 유산으로 지정된 카탄차로 바로케 구역으로 찾아갈 수 있다. 시칠리아 거리 쪽에 네 개의 출입구가 나 있고 일반계단과 에스컬레이터가 모두 설치되어 있다. 출입구 중 두 개는 스테시코로 광장 쪽에, 다른 두 개는 공화국 광장에 있다. 또한 네 개의 엘리베이터도 설치되어 있다. 이를 통해 스테시코로 광장과 고대 로마의 카타니아 원형극장 유적, 산 비아조 교회, 산타가타 알 카르체레 교회, 카타니아의 주요 상업거리인 에트네아 가, 벨리니 빌라, 빈첸초 벨리니 광장, 빈첸초 벨리니 극장 등 역사적인 명소로 갈 수 있다.

## 시설
이 역에는 다음과 같은 시설이 있다.
- 장애인용 엘리베이터
- 에스컬레이터
- 감시카메라
- 매표기

## 환승
역앞에는 AMT 소속 시내버스 노선이 지나가는 버스 정류장이 있다. 이곳으로 2-5 214M 429 433 442 448 504M 534 902 927 935 940 ALIBUS.알리버스 노선이 다닌다. 근처에는 AMT 버스정류장이 두 곳 있는데 보르사 광장에는 702 722 726 744번이 다니며 레푸블리카 광장에는 902 925 927 935 940번 버스가 다닌다.
- 시내버스 (AMT 소속)
- 택시 정류장